# Münchenwiler
Münchenwiler (en francès Villars-les-Moines) és un municipi del cantó de Berna (Suïssa), situat al districte de Laupen. Es tracta d'un municipi completament enclavat en territori del cantó de Friburg.